# Leon Brunet
Leon Brunet (Ukkel, 21 juni 1885 - na 1944) was een Belgisch notaris en senator.

## Levensloop
Brunet was notaris in Brussel en woonde in een luxueuze villa, een kasteel eigenlijk, in Ukkel.
In 1939 werd hij verkozen tot provinciaal senator voor Rex. Hij werd in september 1944 uit zijn mandaat ontheven.
Tijdens de oorlog werd hij vaak als notaris genomen voor het verlijden van akten in verband met ondernemingen die met de bezetter gelieerd waren. In oktober 1940 akteerde hij de stichting van de Brüsseler Treuhandgesellschaft. De collaborerende uitgeverij De Lage Landen liet eveneens zijn stichtingsakte door deze notaris verlijden. Hij was een van de weinige notarissen die verkopen registreerde van bij Joden verbeurd verklaarde goederen. 
In september 1942 werd hij tot eerste schepen benoemd van Groot-Brussel. Eigenlijk had hij zijn kandidatuur gesteld voor het burgemeesterschap, maar de bezetter besliste dat die een Vlaming moest zijn. Hij had alvast laten weten dat hij bereid was in het schepencollege te zetelen maar niet met Joden of vrijmetselaars.
Na de Bevrijding verdween Brunet.

## Publicatie
- Notes sur la responsabilité pécuniaire des notaires, Brussel, Larcier, 1935